# National Highway No. 6 (Taiwan)
De National Freeway 6 (Chinees: 國道6號) of Chiang Wei-shui Memorial Freeway of Shuishalian Freeway of Central East-West Freeway is een autosnelweg in Taiwan. De snelweg is 37,6 kilometer lang en verbindt Wufeng met Puli. De autosnelweg werd geopend in 2009.
National Freeway 1 ·
National Freeway 2 ·
National Freeway 3 ·
National Freeway 3A ·
National Freeway 4 ·
National Freeway 5 ·
National Freeway 6 ·
National Freeway 7 ·
National Freeway 8 ·
National Freeway 10